# Kržava (Krupanj)
Pour les articles homonymes, voir Kržava.
Kržava (en serbe cyrillique : Кржава) est un village de Serbie situé dans la municipalité de Krupanj, district de Mačva. Au recensement de 2011, il comptait 688 habitants.

## Démographie
| 1948 | 1953 | 1961 | 1971 | 1981 | 1991 | 2002 | 2011 |
| ---- | ---- | ---- | ---- | ---- | ---- | ---- | ---- |
| 876  | 983  | 986  | 892  | 830  | 832  | 806  | 688  |

|  |